# Джонні Тіо
Джонні Тіо (нід. Johny Thio, 2 вересня 1944, Руселаре — 4 серпня 2008, Гогледе) — бельгійський футболіст, що грав на позиції лівого вінгера за «Брюгге» і національну збірну Бельгії.

## Клубна кар'єра
У дорослому футболі дебютував 1963 року виступами за команду «Брюгге», в якій провів дванадцять сезонів, взявши участь у 291 матчі чемпіонату. Більшість часу, проведеного у складі «Брюгге», був основним гравцем атакувальної ланки команди і забив в іграх першості понад 100 голів. 1973 року допоміг команді виграти чемпіонат Бельгії, до того двічі ставав у її складі володарем національного Кубка.
Згодом протягом 1975—1977 років провів по сезону в нижчолігових «Соттегемі» і «Руселаре», після чого завершив ігрову кар'єру.

## Виступи за збірну
1965 року дебютував в офіційних матчах у складі національної збірної Бельгії. Протягом наступних восьми років виходив на поле у ще 17 матчах збірної, забивши загалом у її формі шість голів.
Був у заявці збірної на домашній для бельгійців чемпіонат Європи 1972 року, де команда здобула бронзові нагороди, а сам досвідчений атакувальний гравець залишався у запасі.
Помер 4 серпня 2008 року на 64-му році життя в Гогледе.

## Титули і досягнення
- Чемпіон Бельгії (1):

«Брюгге»: 1972-1973
- Володар Кубка Бельгії (2):

«Брюгге»: 1967-1968, 1969-1970